# The Purity of Perversion
The Purity of Perversion es el primer álbum de estudio de la banda de brutal death metal belga Aborted. El álbum fue lanzado en 1999 por el sello Uxicon Records.
Muchos temas de este álbum contiene introducciones y outros de películas de terror, los cuales son notorios en canciones como Wretched Carnal Ornaments.

## Lista de canciones
1. «Intro»
2. «Act Of Supremacy»
3. «The Lament Configuration»
4. «The Sanctification Of Fornication»
5. «Organic Puzzle»
6. «Necro Eroticism»
7. «Highway 1-35»
8. «Gurgling Rotten Feaces»
9. «Wrenched Carnal Ornaments»

## Integrantes
- Niek - Guitarra
- Koen - Bajo
- Christophe - Guitarra
- Frank - Batería
- Sven - Voz

### Invitados
- Henne: voz en "The Sanctification..." y en "Organic Puzzle"
- Kurt (Ectopia): voz en "Wrenched..."